# Bahnstrecke West Cambridge–Middlesex Junction
| Streckenlänge: | 28,39 km                        |                                                          |                                                          |
| Spurweite: | 1435 mm (Normalspur)            |                                                          |                                                          |
| |                                 |                                                          |                                                          |
| Gesellschaft: | zuletzt Guilford Transportation |                                                          |                                                          |
| \| \| \| von Boston \| \| \| \| 0,00 \| West Cambridge MA \| West Cambridge MA \| \| \| \| nach Fitchburg \| \| \| \| \| U-Bahn Boston (Red Line) \| \| \| \| \| Strecke North Cambridge–Northampton \| \| \| \| \| Alewife Brook \| \| \| \| \| von Somerville Junction \| \| \| \| 1,69 \| Lake Street \| Lake Street \| \| \| 3,07 \| Arlington MA \| Arlington MA \| \| \| \| Boston Elevated Railway (Massachusetts Ave., Mystic St.) \| \| \| \| 4,47 \| Brattle Street \| Brattle Street \| \| \| 5,84 \| Arlington Heights MA \| Arlington Heights MA \| \| \| 7,39 \| East Lexington MA \| East Lexington MA \| \| \| 8,51 \| Pierces Bridge \| Pierces Bridge \| \| \| 9,11 \| Munroe \| Munroe \| \| \| \| Middlesex and Boston Street Railway (Woburn Street) \| \| \| \| 10,67 \| Lexington MA \| Lexington MA \| \| \| \| Middlesex and Boston Street Railway (Bedford Street) \| \| \| \| 12,63 \| North Lexington MA \| North Lexington MA \| \| \| \| Interstate 95 \| \| \| \| \| Anschluss Hanscom Air Force Base \| \| \| \| 16,70 \| Bedford MA (Keilbahnhof) \| Bedford MA (Keilbahnhof) \| \| \| \| nach North Billerica \| \| \| \| 18,68 \| Shady Hill (früher Murrays Crossing) \| Shady Hill (früher Murrays Crossing) \| \| \| \| Middlesex and Boston Street Railway (Concord Road) \| \| \| \| 19,97 \| West Bedford MA \| West Bedford MA \| \| \| 23,46 \| Concord MA \| Concord MA \| \| \| \| Sudbury River \| \| \| \| \| Assabet River \| \| \| \| 27,63 \| Reformatory Station MA (früher Prison Station) \| Reformatory Station MA (früher Prison Station) \| \| \| \| von Framingham \| \| \| \| 28,39 \| Middlesex Junction MA \| Middlesex Junction MA \| \| \| \| nach Lowell \| \| |                                 |                                                          |                                                          |
| Strecke |                                 | von Boston                                               | von Boston                                               |
| Dienststation / Betriebs- oder Güterbahnhof | 0,00                            | West Cambridge MA                                        | West Cambridge MA                                        |
| Abzweig ehemals geradeaus und nach links |                                 | nach Fitchburg                                           | nach Fitchburg                                           |
| Kreuzung mit U-Bahn mit Tunnelstrecke (Strecke geradeaus außer Betrieb) |                                 | U-Bahn Boston (Red Line)                                 | U-Bahn Boston (Red Line)                                 |
| Kreuzung (Strecken außer Betrieb) |                                 | Strecke North Cambridge–Northampton                      | Strecke North Cambridge–Northampton                      |
| Brücke über Wasserlauf (Strecke außer Betrieb) |                                 | Alewife Brook                                            | Alewife Brook                                            |
| Abzweig geradeaus und von rechts (Strecke außer Betrieb) |                                 | von Somerville Junction                                  | von Somerville Junction                                  |
| Haltepunkt / Haltestelle (Strecke außer Betrieb) | 1,69                            | Lake Street                                              | Lake Street                                              |
| Bahnhof (Strecke außer Betrieb) | 3,07                            | Arlington MA                                             | Arlington MA                                             |
| Kreuzung (Strecken außer Betrieb) |                                 | Boston Elevated Railway (Massachusetts Ave., Mystic St.) | Boston Elevated Railway (Massachusetts Ave., Mystic St.) |
| Haltepunkt / Haltestelle (Strecke außer Betrieb) | 4,47                            | Brattle Street                                           | Brattle Street                                           |
| Bahnhof (Strecke außer Betrieb) | 5,84                            | Arlington Heights MA                                     | Arlington Heights MA                                     |
| Bahnhof (Strecke außer Betrieb) | 7,39                            | East Lexington MA                                        | East Lexington MA                                        |
| Haltepunkt / Haltestelle (Strecke außer Betrieb) | 8,51                            | Pierces Bridge                                           | Pierces Bridge                                           |
| Haltepunkt / Haltestelle (Strecke außer Betrieb) | 9,11                            | Munroe                                                   | Munroe                                                   |
| Kreuzung (Strecken außer Betrieb) |                                 | Middlesex and Boston Street Railway (Woburn Street)      | Middlesex and Boston Street Railway (Woburn Street)      |
| Bahnhof (Strecke außer Betrieb) | 10,67                           | Lexington MA                                             | Lexington MA                                             |
| Kreuzung (Strecken außer Betrieb) |                                 | Middlesex and Boston Street Railway (Bedford Street)     | Middlesex and Boston Street Railway (Bedford Street)     |
| Haltepunkt / Haltestelle (Strecke außer Betrieb) | 12,63                           | North Lexington MA                                       | North Lexington MA                                       |
| Strecke mit Straßenbrücke (Strecke außer Betrieb) |                                 | Interstate 95                                            | Interstate 95                                            |
| Abzweig geradeaus und von links (Strecke außer Betrieb) |                                 | Anschluss Hanscom Air Force Base                         | Anschluss Hanscom Air Force Base                         |
| Bahnhof (Strecke außer Betrieb) | 16,70                           | Bedford MA (Keilbahnhof)                                 | Bedford MA (Keilbahnhof)                                 |
| Abzweig geradeaus und nach rechts (Strecke außer Betrieb) |                                 | nach North Billerica                                     | nach North Billerica                                     |
| Haltepunkt / Haltestelle (Strecke außer Betrieb) | 18,68                           | Shady Hill (früher Murrays Crossing)                     | Shady Hill (früher Murrays Crossing)                     |
| Kreuzung (Strecken außer Betrieb) |                                 | Middlesex and Boston Street Railway (Concord Road)       | Middlesex and Boston Street Railway (Concord Road)       |
| Haltepunkt / Haltestelle (Strecke außer Betrieb) | 19,97                           | West Bedford MA                                          | West Bedford MA                                          |
| Bahnhof (Strecke außer Betrieb) | 23,46                           | Concord MA                                               | Concord MA                                               |
| Brücke über Wasserlauf (Strecke außer Betrieb) |                                 | Sudbury River                                            | Sudbury River                                            |
| Brücke über Wasserlauf (Strecke außer Betrieb) |                                 | Assabet River                                            | Assabet River                                            |
| Bahnhof (Strecke außer Betrieb) | 27,63                           | Reformatory Station MA (früher Prison Station)           | Reformatory Station MA (früher Prison Station)           |
| Abzweig geradeaus und von links (Strecke außer Betrieb) |                                 | von Framingham                                           | von Framingham                                           |
| Haltepunkt / Haltestelle (Strecke außer Betrieb) | 28,39                           | Middlesex Junction MA                                    | Middlesex Junction MA                                    |
| Strecke (außer Betrieb) |                                 | nach Lowell                                              | nach Lowell                                              |

Die Bahnstrecke West Cambridge–Middlesex Junction (auch Lexington Branch) ist eine Eisenbahnstrecke im Middlesex County in Massachusetts (Vereinigte Staaten). Die Strecke ist 28,39 Kilometer lang und verbindet die Städte Cambridge, Arlington, Lexington, Bedford und Concord. Die normalspurige Strecke ist stillgelegt.

## Geschichte
Am 24. März 1845 erhielt die Lexington and West Cambridge Railroad Company eine Konzession zum Bau einer Eisenbahnstrecke von der Hauptstrecke der Fitchburg Railroad bei West Cambridge nach Lexington. Am 7. Juli des Jahres wurde die Gesellschaft aufgestellt und begann unverzüglich mit den Bauarbeiten. Sie eröffnete die Bahnstrecke am 1. September 1846. Den Betrieb führte zunächst die Fitchburg Railroad, die die Personenzüge bis Boston führte. Am 1. September 1857 übernahm die Bahngesellschaft selbst die Betriebsführung auf der Strecke. Die Gesellschaft wurde zum 7. Mai 1867 in Lexington and Arlington Railroad Company umbenannt und am 6. Januar 1870 durch die Boston and Lowell Railroad aufgekauft. Der neue Eigentümer wollte nun nicht mehr die Fitchburg-Strecke mitbenutzen, sondern baute stattdessen mit der Bahnstrecke Somerville Junction–Lake Street eine Verbindung zu ihrer eigenen Hauptstrecke. Der Abschnitt von West Cambridge an der Fitchburg-Hauptstrecke bis zur Lake Street wurde stillgelegt.
Nun wollte die Boston&Lowell der Fitchburg auf dem Weg in Richtung Westen Konkurrenz machen und am 10. April 1871 erhielt die Middlesex Central Railroad Company, die in Besitz der Boston&Lowell war, die Konzession für die Verlängerung der Strecke nach Concord. Durch die Stadt Concord führte auch die Fitchburg-Hauptstrecke. Die Verlängerung bis Concord ging am 1. August 1873 in Betrieb. 1879 wurde darüber hinaus eine Verbindung zur westlich von Concord vorbeiführenden Bahnstrecke Framingham–Lowell hergestellt und die Strecke bis Middlesex Junction verlängert. 1885 bot die Bahngesellschaft kurzzeitig durchlaufende Züge von Boston nach Nashua über die Strecke an, die über Middlesex Junction und North Acton auf die Bahnstrecke Nashua–North Acton fuhren. Diese Durchbindung rentierte sich nicht und schon nach wenigen Monaten fuhren die Personenzüge nur noch bis Middlesex Junction, wo in Richtung Nashua umgestiegen werden musste.
1887 übernahm die Boston and Maine Railroad die Betriebsführung auf der Strecke, nachdem sie die Boston&Lowell gepachtet hatte. Etwa im gleichen Jahr wurde auch der in Middlesex Junction durchlaufende Güterverkehr eingestellt, sodass die Gleisverbindung überflüssig wurde. Sie wurde 1900, nachdem die Boston&Maine auch die Fitchburg Railroad übernommen hatte, zusammen mit dem anschließenden Gleisabschnitt stillgelegt. Die Strecke endete nun am Gefängnis von Concord am Bahnhof Reformatory Station, wohin auch einige Personenzüge verkehrten. Nach dem Ersten Weltkrieg gingen die Beförderungszahlen nach Concord stark zurück, da die Stadt über die Fitchburg-Hauptstrecke schneller aus Boston erreichbar war und da parallel zur Eisenbahnstrecke ohnehin auch eine Überlandstraßenbahn verkehrte. 1926 endete daher der Personenverkehr zwischen Bedford und Reformatory Station, im darauf folgenden Jahr wurde die Strecke zwischen Concord und Reformatory Station stillgelegt und abgebaut. Ebenfalls 1927 baute die Boston&Maine die 1870 stillgelegte Verbindung zur Fitchburg-Hauptstrecke in West Cambridge wieder auf und führte alle Personenzüge über diese Strecke.
Der äußerst spärliche Güterverkehr zwischen Bedford und Concord endete 1962 und auch dieser Abschnitt wurde stillgelegt. Mit finanzieller Unterstützung der Massachusetts Bay Transportation Authority betrieb die Boston&Maine den Personenverkehr nach Bedford noch weiter. Er musste nach einem Blizzard im Januar 1977 jedoch eingestellt werden und wurde danach auch nicht wieder aufgenommen. 1983 übernahm die Guilford Transportation die Boston&Maine und damit die Strecke nach Bedford, die jedoch bereits seit Januar 1981 nicht mehr genutzt wurde. Die Strecke wurde 1991 stillgelegt und in der Folge in einen Radweg umgewandelt.

## Streckenbeschreibung
Die Strecke zweigt am früheren Bahnhof West Cambridge aus der Bahnstrecke Boston–Fitchburg ab und führt zunächst nordwärts, vorbei am Gebäude des U-Bahnhofs Alewife, wo die Red Line der U-Bahn Boston endet. Hier beginnt der Minuteman Commuter Bikeway, ein Radweg, der auf der stillgelegten Bahntrasse bis Bedford angelegt wurde. Nördlich der Brücke über den Alewife Brook mündet die 1870 gebaute Verbindungsstrecke zur Boston&Lowell-Hauptstrecke ein. Sie war wegen des U-Bahnbaus bereits 1980 stillgelegt worden. Die Strecke führt bis Lexington durch städtische Bebauung und so gab es Haltepunkte in dichter Folge entlang der Strecke, die zumindest bis in die 1950er Jahre bis Lexington zweigleisig war. Viele Pendlerzüge aus Boston endeten bereits in Arlington oder Lexington. Am Bahnhof Arlington, der sich mitten im Stadtzentrum nahe der zentralen Kreuzung Massachusetts Avenue/Mystic Street befand, kreuzten mehrere Straßenbahnstrecken die Bahngleise niveaugleich. Die Bahnstrecke biegt hier nach Nordwesten ab und führt parallel zur Massachusetts Avenue durch Lexington hindurch. Das Bahnhofsgebäude von Lexington am Depot Square steht noch heute und wird kommerziell genutzt.
Die Strecke führt nun weiter zunächst durch die vorstädtische Bebauung von North Lexington und anschließend durch ein Waldstück und ein Industriegebiet, wo ein Anschlussgleis zur Hanscom Air Force Base abzweigte, nach Bedford. Der Bahnhof, der als typischer Keilbahnhof mit dem zwischen den beiden Bahnstrecken liegenden Empfangsgebäude ausgeführt war, befand sich an der Loomis Street. Das Bahnhofsgebäude steht auch hier noch. Auch das Gebäude des ursprünglichen, von 1873 bis 1885 betriebenen Bahnhofs an der S Road, etwa 50 Meter weiter westlich, ist noch erhalten. Auf der Gleisseite dieses Gebäudes ist ein Budd Rail Diesel Car (Wagennummer 6211) aufgestellt. Mit diesem Fahrzeugtyp wurde seit den 1950er Jahren der Vorortverkehr durch die Boston&Maine überwiegend abgewickelt. Die Strecke nach Concord biegt nun nach Westen ab und führt parallel zum Concord River, dessen beide Quellflüsse in Concord überquert werden. Die Trasse wird von Bedford bis zum früheren Bahnhof Concord durch den Reformatory Branch Trail, einen Rad- und Fußweg genutzt. Der Bahnhof von Concord befand sich an der Keyes Road. Das frühere Empfangsgebäude beherbergt heute Verwaltungseinrichtungen der Stadt Concord. Die im weiteren Verlauf heute ungenutzte Bahntrasse verläuft westlich bis zum Gefängnis. Die bereits 1900 stillgelegte Verbindung von der Reformatory Station, dem kleinen Endbahnhof an der Assabet Avenue, bis zur westlich des Gefängnisses vorbeiführenden Bahnstrecke Framingham–Lowell ist überbaut worden, als der Gefängniskomplex erweitert wurde.

## Personenverkehr
1881 verkehrten auf der Strecke an Werktagen elf Züge, von denen drei in Lexington, fünf in Concord und drei an der Reformatory Station endeten. Mittwochs fuhr einer der Lexington-Züge zusätzlich weiter zur Reformatory Station. Das Angebot wurde in den folgenden Jahren deutlich ausgeweitet und 1893 verkehrten an Werktagen 26 Züge. Vier dieser Züge fuhren nur bis Arlington, zehn endeten in Lexington, vier in Bedford, die übrigen verkehrten bis zur Reformatory Station. Sonntags verkehrten zwei Züge nach Lexington, drei nach Bedford sowie zwei zur Reformatory Station. Durch den zunehmenden Individualverkehr und die Konkurrenz der Straßenbahn wurde nach dem Ersten Weltkrieg das Zugangebot stark verkürzt. 1926, nach Einstellung des Personenverkehrs westlich von Bedford, fuhren lediglich fünf Zugpaare im werktäglichen Berufsverkehr von Boston nach Bedford auf der Strecke, von denen eines bis Lowell weiterfuhr. Nach dem Zweiten Weltkrieg wurden weitere Züge gestrichen und ab 1958 fuhr noch ein einziges Zugpaar. Im Frühberufsverkehr fuhr ein Dieseltriebwagen von Bedford nach Boston und nachmittags wieder zurück. Im Januar 1977 verkehrte dieser Zug letztmals.